# Ikonotheka
Ikonotheka – angielskojęzyczny, recenzowany rocznik naukowy wydawany od 1990 roku przez Instytut Historii Sztuki Uniwersytetu Warszawskiego. Inicjatorem powstania pisma był Jan Białostocki. Rocznik prezentuje najnowsze wyniki badań z zakresu historii sztuki oraz recenzje książek naukowych. Redaktorzy naczelni: dr Zuzanna Sarnecka, dr Wojciech Szymański.
Na liście czasopism, którym Ministerstwo Nauki i Szkolnictwa Wyższego przyznało punkty, znajduje się w części C Czasopisma naukowe znajdujące się w bazie European Reference Index for the Humanities, mając 10 punktów.